# Madara (The Gazette)
Madara è il quinto extended play dei The Gazette, pubblicato il 30 marzo del 2004 e ristampato il 23 novembre del 2005. La prima stesura dell'album venne pubblicata in una scatola speciale, la parte esterna in un cofanetto e la parte interna, contenente il disco e un opuscolo, in un contenitore per compact disc.

## Tracce
1. Mad Marble Hell Vision - 3:24
2. Shiikureta Haru, Kawarenu Haru (飼育れた春、変われぬ春) - 4:19
3. Ruder - 3:14
4. No.[666] - 3:24
5. Sumire - 4:19
6. Anata no Tame no Kono Inochi (貴女ノ為ノ此ノ命。) - 5:33

Sumire è apparsa solo nelle prime stesure dell'album. La ristampa contiene solo 5 canzoni.

## Formazione
- Ruki - voce
- Uruha - chitarra
- Aoi - chitarra
- Reita - basso
- Kai - batteria